# Stalag V C
Stalag V C – obóz jeniecki dla żołnierzy i podoficerów podczas drugiej wojny światowej. Obóz założono w Malschbach koło Baden-Baden, z całą pewnością istniał od listopada 1939 r. W tym czasie obsadzono stanowiska (załoga obozu) batalionami Strzelców Krajowych. Regularna działalność rozpoczęła się 28 lutego 1940 r.
Numer poczty polowej – 31686 – przydzielono obozowi 14 kwietnia 1940 r.
W lutym 1942 r. otwarto nową siedzibę obozu w Offenburgu. Obóz w Offenburgu posiadał następujące filie:
- Malschbach (przypuszczalnie wcześniejszy obóz główny). Ten obóz rozwiązany został po 14 grudnia 1944. (dokładnej daty jeszcze nie ustalono).
- Straßburg, oznaczany jako Stalag V C/Z. Ten obóz rozwiązany został pomiędzy 12 stycznia i 22 kwietnia 1944 (dokładnej daty jeszcze nie ustalono)..
- Wildbad
- Wildberg[a][b].

Więziono tu łącznie maksymalnie 30 000 jeńców wojennych z następujących państw: Polska, Belgia, Francja, Związek Radziecki, Jugosławia, Włochy, Wielka Brytania.
Zdjęcia ukazują obóz jeniecki Wildberg. Wykonano je w 1940 r.

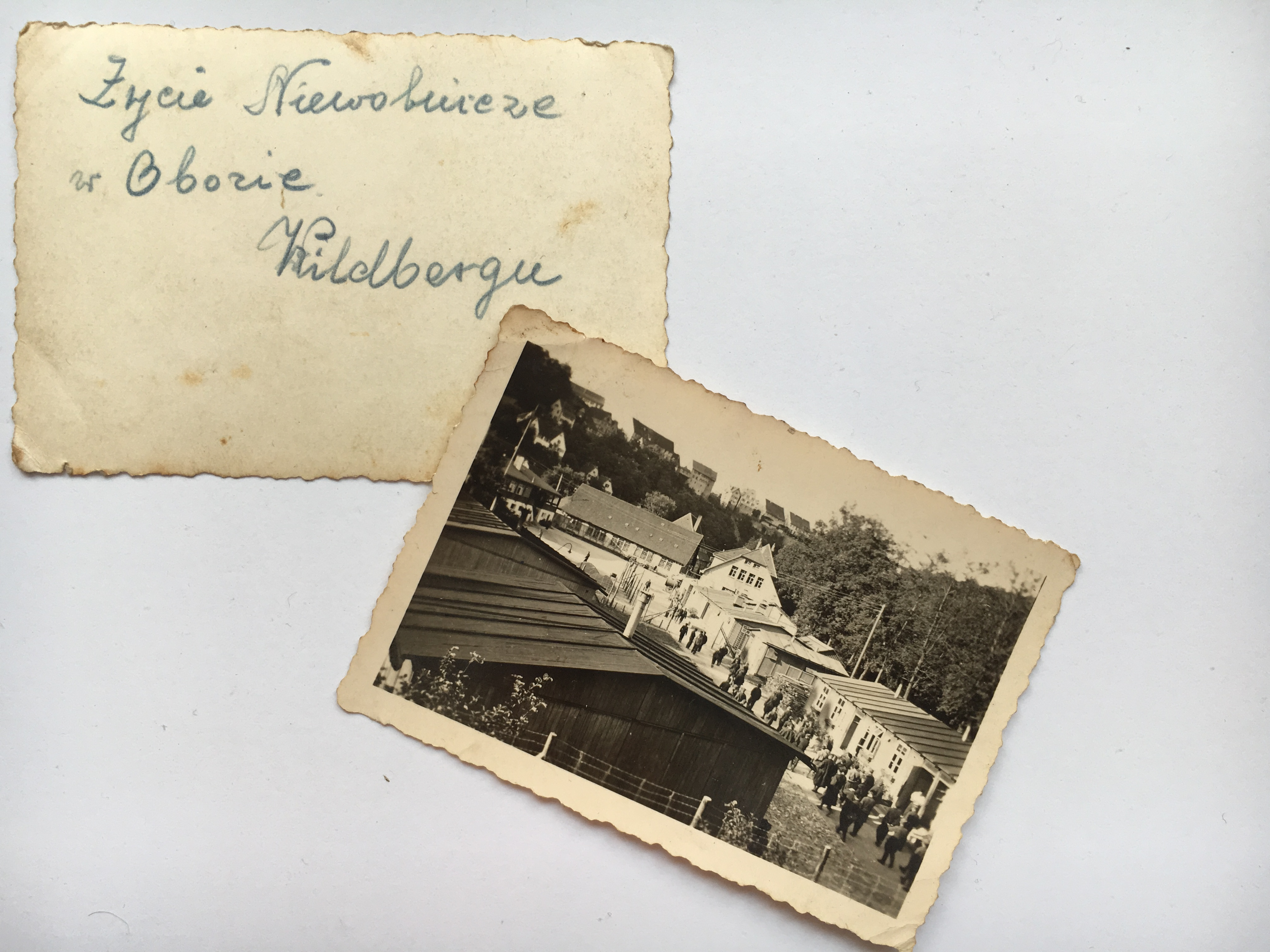
Obóz niewolniczy Wildberg

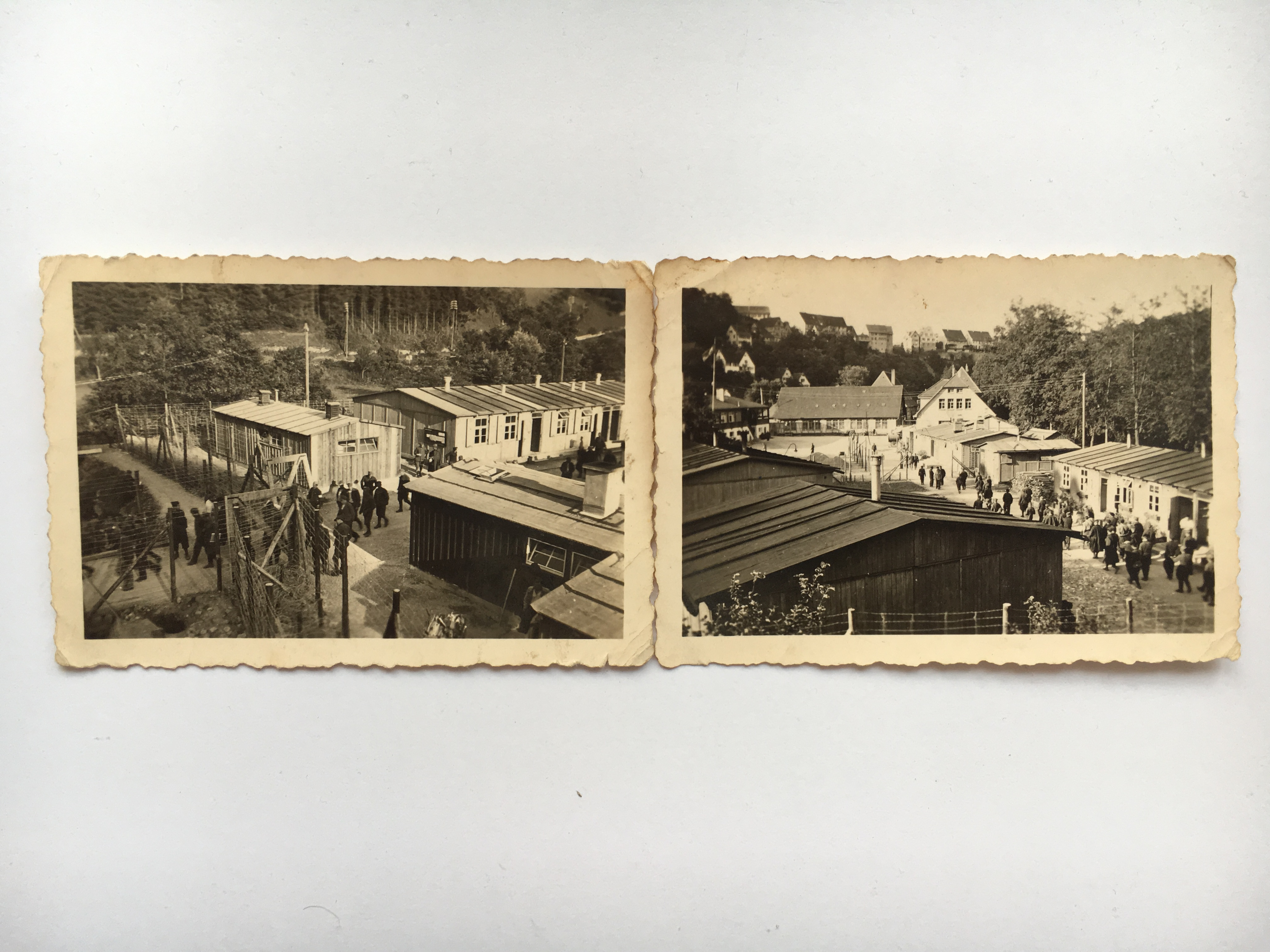
Obóz Wildberg